# Гиптнер, Рихард
Ри́хард Ги́птнер (также Гюптнер, нем. Richard Gyptner; 3 апреля 1901, Гамбург — 2 декабря 1972, Восточный Берлин) — немецкий коммунист. Член группы Ульбрихта. Посол ГДР в Китае и Польше.

## Биография
Окончив народную школу в Гамбурге, Рихард Гиптнер в 1916—1918 проходил обучение на предприятии торговли электротоварами. В 1916 году вступил в профсоюз работников торговли и организацию пролетарской молодёжи при Независимой социал-демократической партии Германии. В 1919 году стал одним из учредителей Коммунистической партии Германии в Гамбурге. В 1919—1920 годах работал на гамбургских верфях. В 1920—1922 годах входил в руководство Коммунистического союза молодёжи Германии. В 1922—1928 годах состоял в Исполнительном комитете Коммунистического интернационала молодёжи в Москве. В 1923 году у Гиптнера родился сын Рудольф, погибший в 1944 году в составе антифашистской группы, десантированной из СССР для связи с подпольщиками в Германии. В 1929 году Гиптнер стал секретарём Георгия Димитрова. В 1933 году Гиптнер выехал в Париж, где работал в бюро Международной Красной помощи Вилли Мюнценберга в качестве представителя Коммунистического интернационала. В 1935 году Гиптнер эмигрировал в СССР. В Москве работал редактором радиостанции «Свободная Германия».
Гиптнер вернулся в Германию 30 апреля 1945 года в составе первой группы Ульбрихта, в июне 1945 года был назначен секретарём ЦК КПГ. После учреждения СЕПГ в апреле 1946 года Гиптнер был избран одним из двух секретарей правления СЕПГ. С марта 1949 по май 1950 года являлся заместителем начальника берлинского управления Народной полиции и руководил отделом политической культуры. С сентября 1949 года замещал Пауля Маркграфа, направленного на учёбу в СССР, на посту начальника берлинского управления Народной полиции.
В июне-декабре 1950 года Гиптнер обучался в земельной партийной школе в Либенвальде и с января 1951 по 1953 год руководил главным отделом в Управлении информации. В феврале 1953 года был направлен на работу в министерство иностранных дел, где руководил несколькими главными отделами, в том числе, главным отделом капиталистического зарубежья, и позднее назначался послом ГДР. Гиптнер предложил создать «центр по восстановлению и разведке» с Рудольфом Энгелем и Гербертом Гуте во главе.
С 1954 года Гиптнер состоял в Германской лиге Объединённых Наций. В 1955—1958 годах являлся послом ГДР в КНР, в 1958—1961 годах находился в Каире на должности уполномоченного правительства ГДР в арабских странах и с марта 1961 по апрель 1963 года являлся послом ГДР в Польше. Вышел в отставку в 1964 году и проживал в Берлине. Похоронен в Мемориале социалистов на Центральном кладбище Фридрихсфельде.